# Louis Biraghi
Pour les articles homonymes, voir Biraghi.
Louis Biraghi (Vignate, 2 novembre 1801 - Milan, 11 août 1879) est un prêtre italien, fondateur des Sœurs de sainte Marcelline. Il est reconnu bienheureux par l'Église catholique, et fêté le 28 mai. 

## Biographie
Louis Biraghi naît à Vignate en 1801 et déménage vers 1806 avec sa famille à Cernusco sul Naviglio, il est inscrit comme pensionnaire à Parabiago où il reçoit une grande formation religieuse et culturelle. À 12 ans, il entre au petit séminaire de Lecco et poursuit ses études au grand séminaire de Monza puis de Milan, il est ordonné le 28 mai 1825 à la cathédrale de Milan, à 24 ans. Il est aussitôt affecté à l'enseignement aux séminaires de Lecco, de Seveso et de Monza puis en 1833, responsable de la directeur spirituel du grand séminaire de Milan
Appelé à prêcher une retraite spirituelle au presbytère de la basilique Saint-Ambroise, probablement à l'automne 1837, il rencontre Marine Videmari, qui veut se faire religieuse cloîtrée mais qui en est empêchée par une maladie et l'objection de ses parents. Biraghi comprend son désir de consécration à Dieu et l'invite à rester au presbytère pendant quinze jours, au cours de laquelle il a l'occasion d'en apprendre plus sur elle, plus portée à une vie active et d'apostolat. Au départ très réticente à renoncer à son projet de vie cloîtrée dans l'ordre de la Visitation, elle demande finalement de faire une neuvaine pour connaître la volonté de Dieu et se tourne vers l'intercession de saint Ambroise et sainte Marcelline vénérés dans la basilique près de l'endroit où elle est en retraite. Après ces neuf jours de prière, elle accepte sans discuter de reprendre ses études dans un internat privé à Monza afin de se préparer à sa mission éducative. 
Le 22 septembre 1838 Marine Videmari et deux premières compagnes s'installent à Cernusco sul Naviglio dans une maison en location en attendant que la construction du futur collège soit achevé. La bonne performance et l'excellente réputation du premier collège conduit Biraghi à ouvrir une autre maison à Vimercate en 1841. La même année, en plus de prendre soin de l'école et des religieuses des deux communautés, il entame les négociations pour l'érection canonique de l'institut, obtenu seulement en 1852 par l'empereur François-Joseph, avec beaucoup de difficulté car il est accusé par le gouvernement autrichien d'avoir des liens dans les événements révolutionnaires des cinq journées de Milan. Le 13 septembre 1852, les 24 premières religieuses marcellines dont la mère Marine Videmari font leur profession religieuse en présence de l'archevêque de Milan, Carlo Bartolomeo Romilli.
Il soutient la fondation des missions étrangères de Milan. En 1855, il est nommé à la Bibliothèque Ambrosienne et chanoine honoraire de la basilique Saint-Ambroise et en 1873 prélat domestique par le pape Pie IX, qui l'admire beaucoup, au point qu'en 1862, il lui adresse personnellement une lettre pour intervenir comme médiateur et artisan de paix dans le clergé milanais divisé entre les partisans de la nouvelle unité nationale italienne et les partisans du pouvoir temporel des papes. Louis Biraghi, homme de grande culture et de la vie intérieure profonde, est également passionné de patrologie et d'archéologie et collabore à la restauration de la basilique de saint Ambroise, au cours de laquelle les restes de l'évêque ainsi que ceux des martyrs saint Gervais et saint Protais sont déposés dans la même urne.
Pendant l'hiver 1879, Biraghi commence à avoir de graves problèmes de santé, il décède le 11 août 1879, le 26 mars 1951, ses restes sont transférés ainsi que ceux de mère Marina Videmari, dans la chapelle de la première fondation de Cernusco où se trouvait déjà ceux de la bienheureuse Maria Anna Sala depuis le 2 mai 1940. Le procès en vue de sa béatification est ouvert le 1er février 1966 ; Jean Paul II le déclare vénérable le 20 décembre 2003, il est béatifié le 30 avril 2006 à Milan.